# Hypnum cirrifolium
Hypnum cirrifolium là một loài Rêu trong họ Hypnaceae. Loài này được Schwägr. mô tả khoa học đầu tiên năm 1827.